# Ligyrus peruvianus
Ligyrus peruvianus är en skalbaggsart som beskrevs av S. Endrödi 1970. Ligyrus peruvianus ingår i släktet Ligyrus och familjen Dynastidae. Inga underarter finns listade i Catalogue of Life.